# 잔나 프리스케
잔나 블라디미로브나 프리스케(러시아어: Жа́нна Влади́мировна Фри́ске, 1974년 7월 8일 ~ 2015년 6월 15일)는 러시아의 배우, 가수, 모델이다. 걸 그룹 블레스탸시예의 일원으로 활동했으며, 2003년에 솔로로 독립하여 배우, 가수로 활동하던 중 암 선고를 받았다. 이후 투병 중에 아들을 낳은 후 뇌종양으로 세상을 떠났다.

## 참여 작품
- 나이트 워치 (2004년 영화)
- 데이 워치
- 카 2

## 디스코그래피
음반
- Zhanna (2005)

### 싱글
- La-La-La (2004)
- Somewhere in Summer (2005)
- Mama Maria (2006)
- Malinki (feat. Diskoteka Avariya) (2006)
- I Was  (2007)
- Jeanna Friske (2008)
- American (2009)
- Portofino (2009)
- Vestern  (with Tanya Tereshina) (2009)
- Pilot (2011)
- Ty Ryadom (feat. Geegun) (2011)
- Forever (2012)